# Sentimento antiamericano no Afeganistão
O sentimento antiamericano no Afeganistão foi encorajado pelo incidente de queima do Alcorão e o vazamento online de um vídeo de tropas americanas urinando em combatentes do Talibã. Ataques de drones também levaram a um crescente antiamericanismo dentro e fora do Afeganistão. 
A violência no Afeganistão foi desencadeada pela queima do Alcorão nos EUA, em data próxima de 8 de abril de 2011. Os distúrbios começaram em Mazar-e-Sharif quando o escritório da ONU foi saqueado e sete funcionários e guardas da ONU foram brutalmente assassinados. As manifestações então se espalharam para o sul até Kandahar, onde em dois dias cerca de 13 pessoas foram mortas. Depois de seis dias, espalhou-se para as províncias orientais e para a capital, Cabul. 
Houve revoltas entre alguns observadores ocidentais contra o presidente Hamid Karzai, que chamou a atenção para a queima do Alcorão. A maioria dos afegãos não sabia disso até que ele condenou a queima publicamente alguns dias antes do início dos tumultos. Civis afegãos foram repetidamente mortos em ataques noturnos de forças especiais dos EUA e bombardeios mal direcionados por aeronaves dos EUA, enquanto um punhado de soldados dos EUA foi acusado de matar deliberadamente afegãos e cometer outras atrocidades. Outros problemas, dizem respeito a incapacidade do governo afegão em gerir a crise, apresentar boa governança, denúncias de corrupção e violação de direitos civis. Parte do sentimento anti-americano também foi visível no Paquistão, na mesma época. 

## Centro de Detenção de Parwan
O Centro de Detenção de Parwan (também chamado Centro de Detenção na prisão de Parwan ou Bagram) é a principal prisão militar do Afeganistão. Situada ao lado da Base Aérea de Bagram, na província de Parwan, no Afeganistão, a prisão foi construída pelos EUA durante o governo de George W. Bush. O Centro de Detenção de Parwan, que abrigava combatentes estrangeiros e locais, era mantido pelo Exército Nacional Afegão.  
Outrora conhecido como Ponto de Coleta de Bagram, inicialmente pretendia ser uma instalação temporária. No entanto, foi usado por mais tempo e lidou com mais detentos do que o campo de detenção norte-americano da Baía de Guantánamo, em Cuba. Em junho de 2011, o centro de detenção de Parwan mantinha 1.700 prisioneiros; havia 600 prisioneiros sob a administração Bush. Nenhum dos prisioneiros recebeu o status de prisioneiro de guerra. 
O tratamento dos detentos na instalação passou a ser examinado depois que dois detidos afegãos morreram no caso de tortura e abuso de prisioneiros em 2002 em Bagram. Suas mortes foram classificadas como homicídios, e acusações de abuso de prisioneiros foram feitas contra sete soldados americanos. Preocupações com detenções prolongadas levaram a comparações com os centros de detenção dos EUA na Baía de Guantánamo, em Cuba, e Abu Ghraib, no Iraque. Parte da instalação de internação era conhecida como prisão negra. 

## Assassinatos no distrito de Maywand
Os assassinatos do distrito de Maywand foram os assassinatos de pelo menos três civis afegãos perpetrados por um grupo de soldados do Exército dos EUA de junho de 2009 a junho de 2010, durante a Guerra no Afeganistão. Os soldados, que se autodenominavam "Kill Team", eram membros do 3º Pelotão, Companhia Bravo, 2º Batalhão, 1º Regimento de Infantaria e 5ª Brigada, 2ª Divisão de Infantaria. Eles estavam baseados na distrito de Ramrod em Maiwand, da província de Kandahar no Afeganistão.    
Durante o verão de 2010, os militares acusaram cinco membros do pelotão pelo assassinato de três civis afegãos na província de Kandahar e coletaram partes de seus corpos como troféus. Além disso, sete soldados foram acusados de crimes como uso de haxixe, impedimento de uma investigação e ataque ao denunciante, soldado de primeira classe Justin Stoner.   
Em março de 2011, o especialista do Exército dos EUA, Jeremy Morlock, se declarou culpado de três acusações de assassinato premeditado. Ele disse ao tribunal que ajudou a matar afegãos nativos desarmados em situações de combate falsas. Sob um acordo judicial, Morlock recebeu 24 anos de prisão por assassinar três civis afegãos em troca de testemunho contra outros soldados. 
O Sargento Calvin Gibbs, o soldado de mais alto escalão e líder, também foi condenado por três acusações de assassinato premeditado e condenado à prisão perpétua. O soldado de primeira classe Andrew Holmes se declarou culpado de assassinato sem premeditação e foi condenado a sete anos de prisão. O especialista Adam C. Winfield, que informou seu pai após o primeiro assassinato e cujo pai tentou alertar o Exército, se declarou culpado de homicídio culposo e foi condenado a três anos de prisão. No total, onze dos doze soldados acusados foram condenados por crimes. Todas as acusações contra o décimo segundo soldado, o especialista Michael Wagnon, foram retiradas pelos militares dos EUA "no interesse da justiça" sem maiores explicações. Justin Stoner, que iniciou o caso relatando os assassinatos aos seus superiores, não foi acusado.    